# Friedrichstraße (Bayreuth)

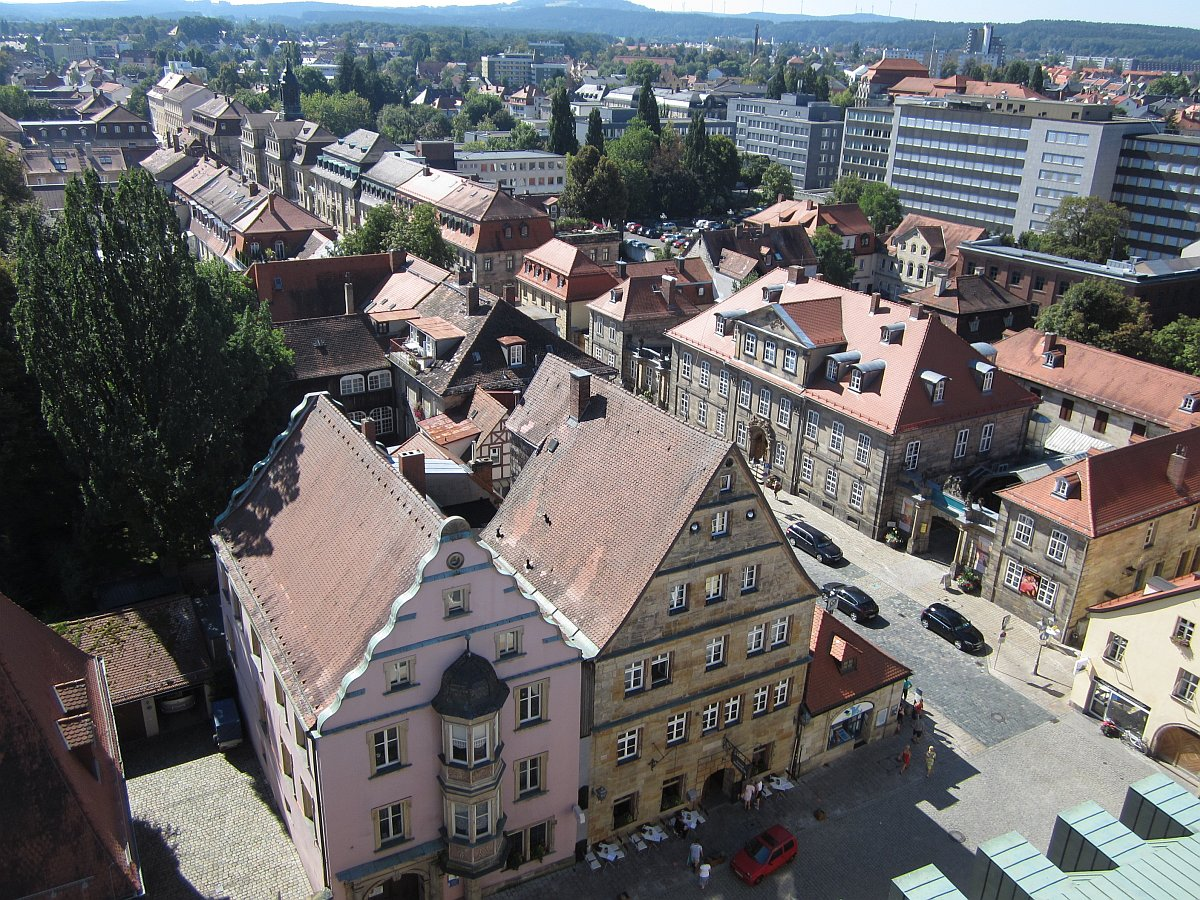
Beginn der Friedrichstraße mit dem Steingraeber-Haus, vorn zwei Burggüter in der Kanzleistraße, rechts daneben das Eckgebäude Friedrichstraße 1

Die Friedrichstraße ist eine Straße in der oberfränkischen Stadt Bayreuth. Ihr nördlicher Abschnitt ist mit seinen einheitlich gestalteten Sandsteinbauten die Prachtstraße der Stadt. Er wurde in der Mitte des 18. Jahrhunderts zusammen mit dem Jean-Paul-Platz angelegt und überdauerte im Wesentlichen unverändert die Zeiten.

## Geschichte

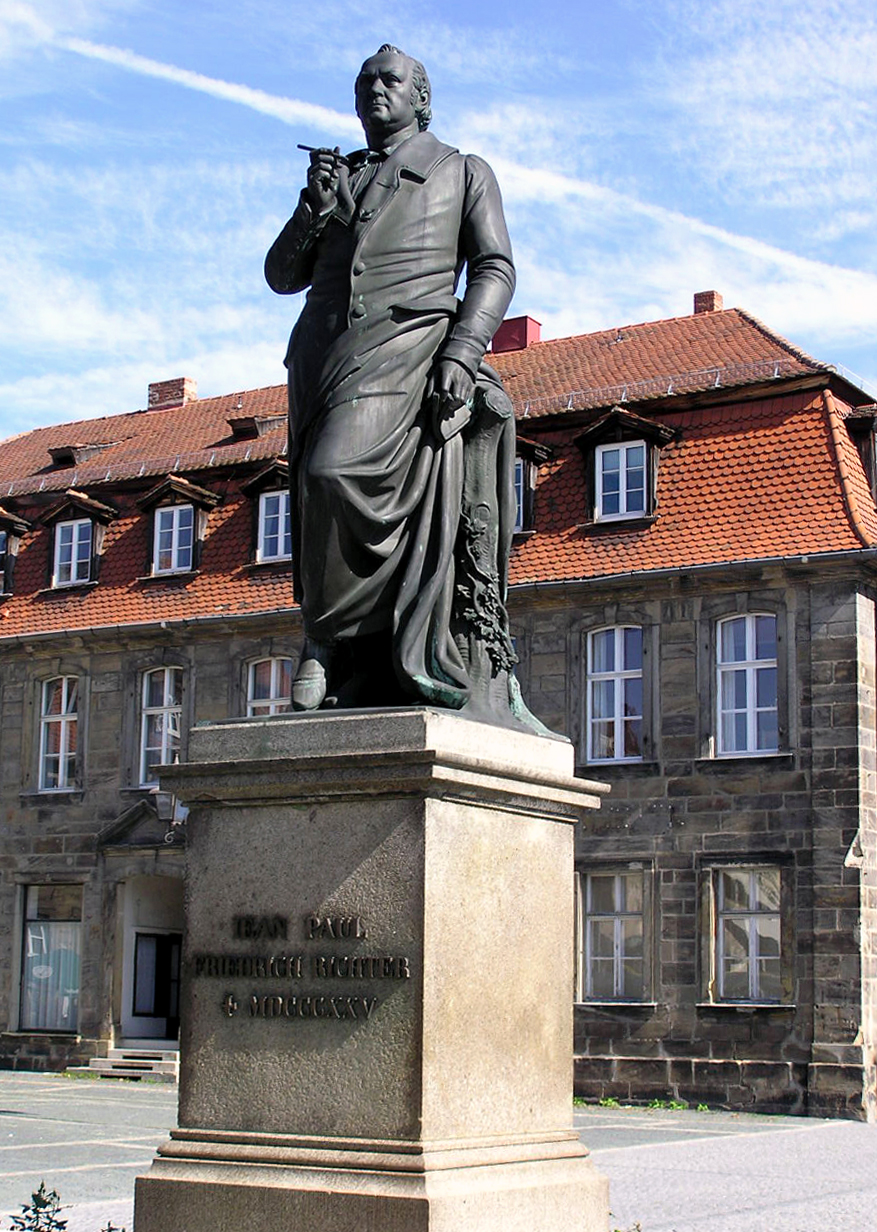
Jean-Paul-Denkmal auf dem Jean-Paul-Platz, dahinter Friedrichstraße 17

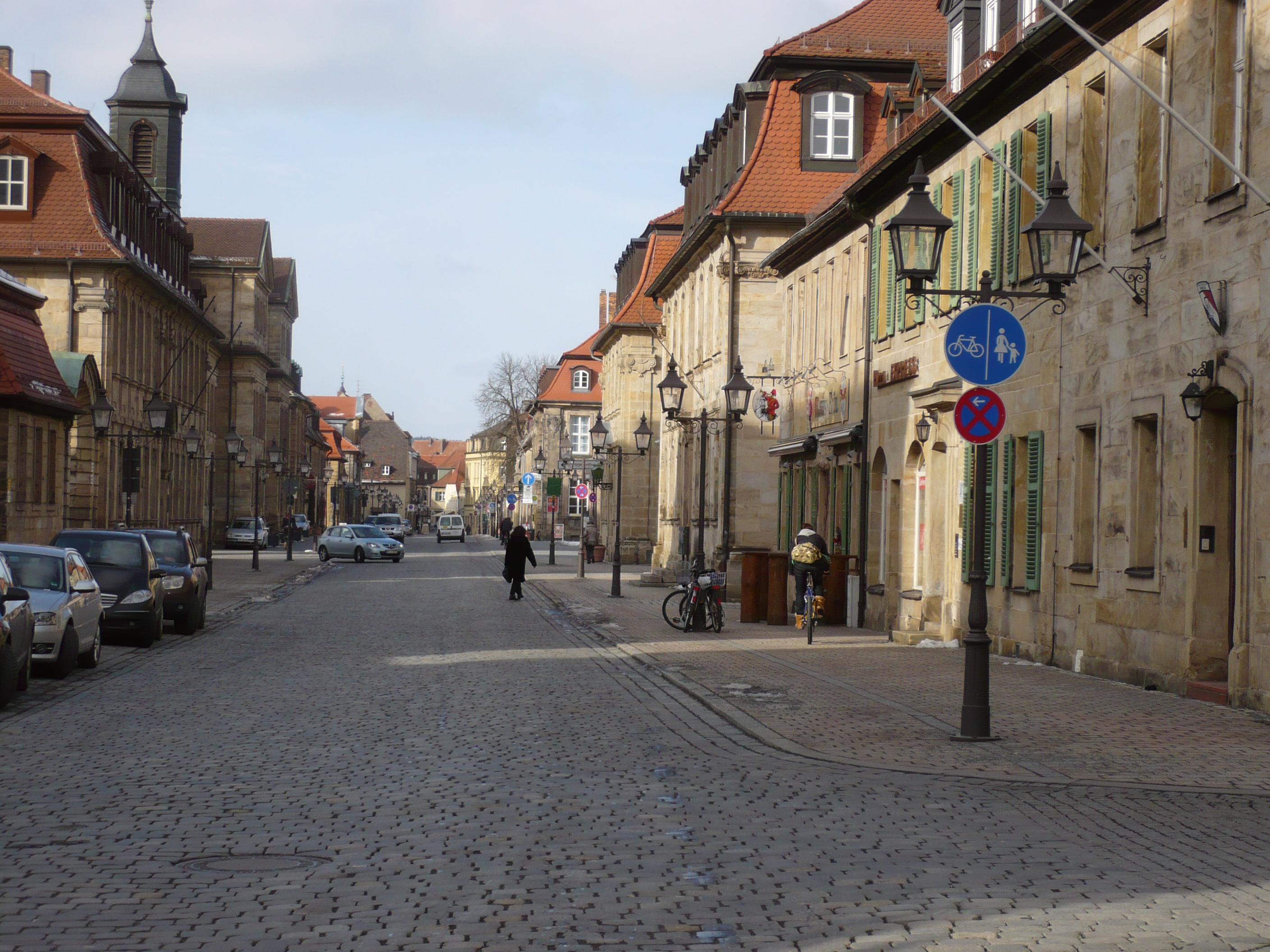
Friedrichstraße von Süden her gesehen

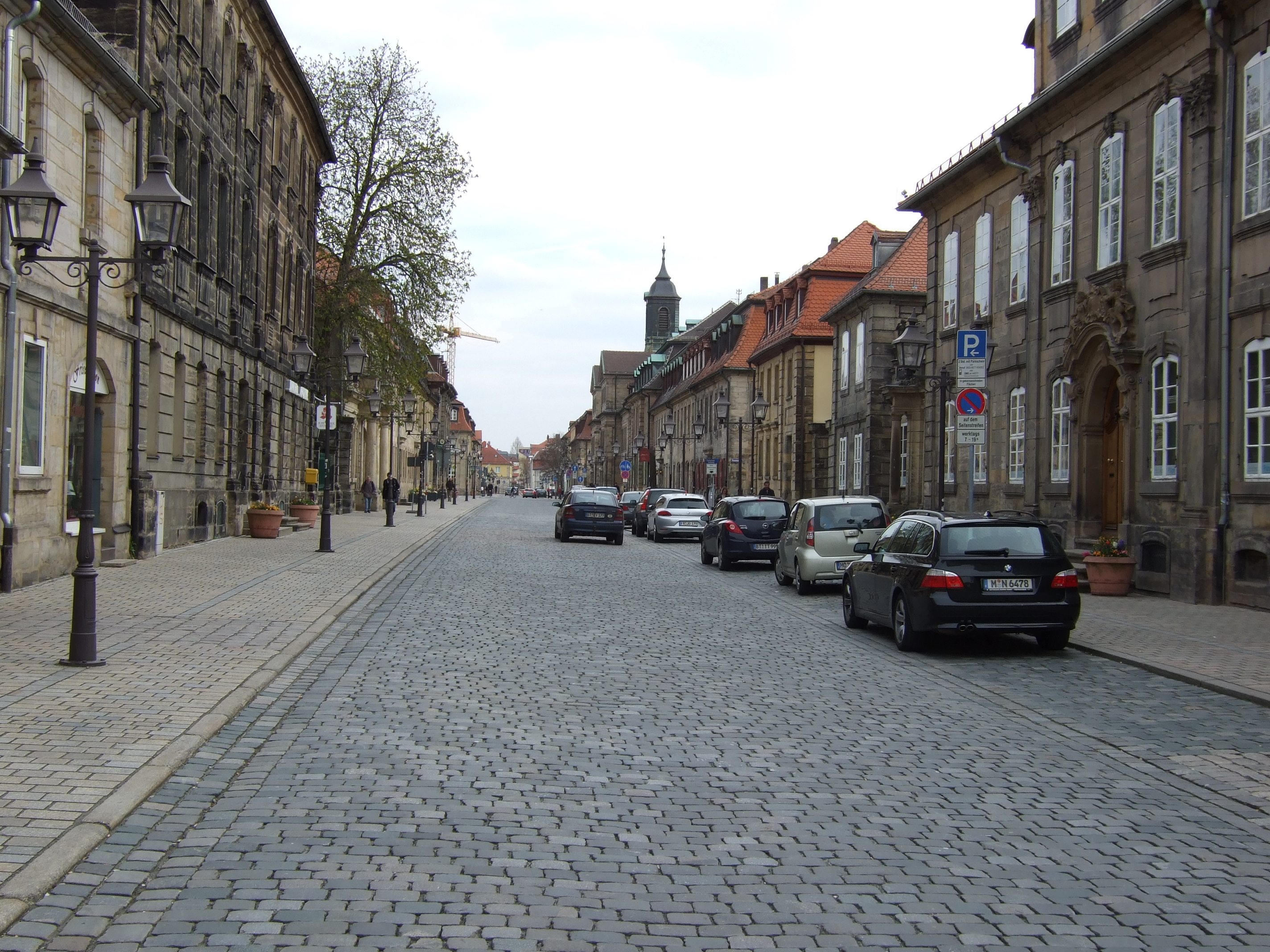
Friedrichstraße von Norden: rechts das Steingraeber-Haus, links das Wohn- und Sterbehaus Jean Pauls

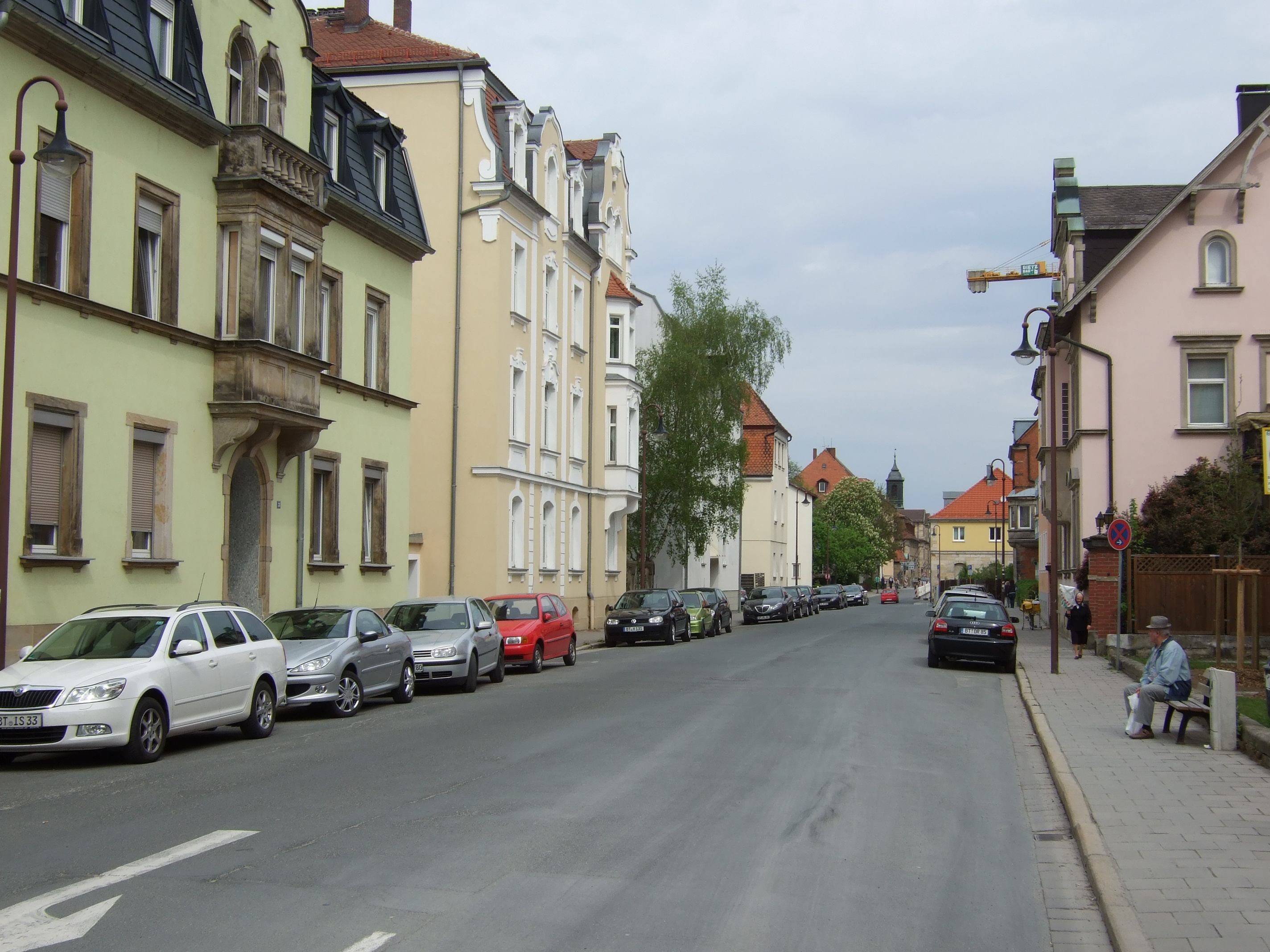
Südliche Friedrichstraße „extra muros“

Unter Markgraf Georg Friedrich Karl wurde die Siedlungstätigkeit außerhalb der alten Stadtmauern verstärkt. Die Friedrichstraße entstand südlich der Stadt auf dem Gelände „vor dem Neuen Thor“. Bereits 1730 ließ der Markgraf beim Fronhof ein neues Stadttor errichten und eine breite Straße anlegen. Sie führte in geradliniger Verlängerung der heutigen Sophienstraße zum von ihm in Auftrag gegebenen und von Johann David Räntz gebauten Waisenhaus. Zunächst trug sie die Bezeichnung Neue Gasse. Bauwillige sollten dort ein kostenloses Grundstück und eine mehrjährige Steuerbefreiung erhalten. Dieses Konzept wurde aber erst unter Georg Friedrich Karls Nachfolger, seinem Sohn Friedrich, verwirklicht.
Friedrich ließ das Neue Tor verschönern und gab ihm seinen Namen. Bis zu dessen Abriss im Zuge der Erweiterung der Stadt im Jahr 1752 hieß die Ortslage „Vorstadt vor dem Friedrichstor“, die Straße entsprechend „Vor dem Friedrichstor“. Seit 1752 trägt sie den Namen Friedrichstraße.
Die repräsentative barocke Straße war in gerader Linie auf das entfernt gelegene Schloss Thiergarten ausgerichtet. Bauwillige mussten sich den Vorgaben der markgräflichen Verwaltung beugen. Es war eine gerade Straßenflucht einzuhalten, die Häuser waren aus Sandstein in massiver Bauweise und meistens zweistöckig zu errichten.
1752 wurde das Neue Tor abgebrochen und an das südliche Ende der Straße, vor dem Abzweig Moritzhöfen, versetzt.
Im Bereich der Häuser Nr. 2 und 3 bzw. 5 wurde die alte Stadtmauer abgerissen und der Stadtgraben teilweise verfüllt. In der Friedrichstraße lebte von 1804 bis zu seinem Tod im Jahr 1825 der Schriftsteller Jean Paul. Zunächst wohnte er im Haus Nummer 10, ab 1813 im Haus Nummer 5, wo er 1825 verstarb.
Im Jahr 1854 wurde auch das nach Moritzhöfen verlagerte Stadttor abgebrochen. Im Zuge des Baus des 1904 fertiggestellten Justizpalasts wurde zwischen dem Waisenhaus und dem Meyern’schen Palais 1901 eine neue Straße gebaut. Für die kurze Verbindung (heutige Wilhelminenstraße, bis 1944 Heldstraße) zum neuen Gerichtsgebäude wurde ein Nebengebäude jenes Anwesens entfernt.
Im Zeitraum 1989–1990 wurde die Straße saniert. Sie erhielt ein Straßenpflaster aus Fichtelgebirgsgranit, verbreiterte Gehwege mit integrierten Fahrradwegen und eine besser zum historischen Rahmen passende Beleuchtung.

## Östliche Straßenseite

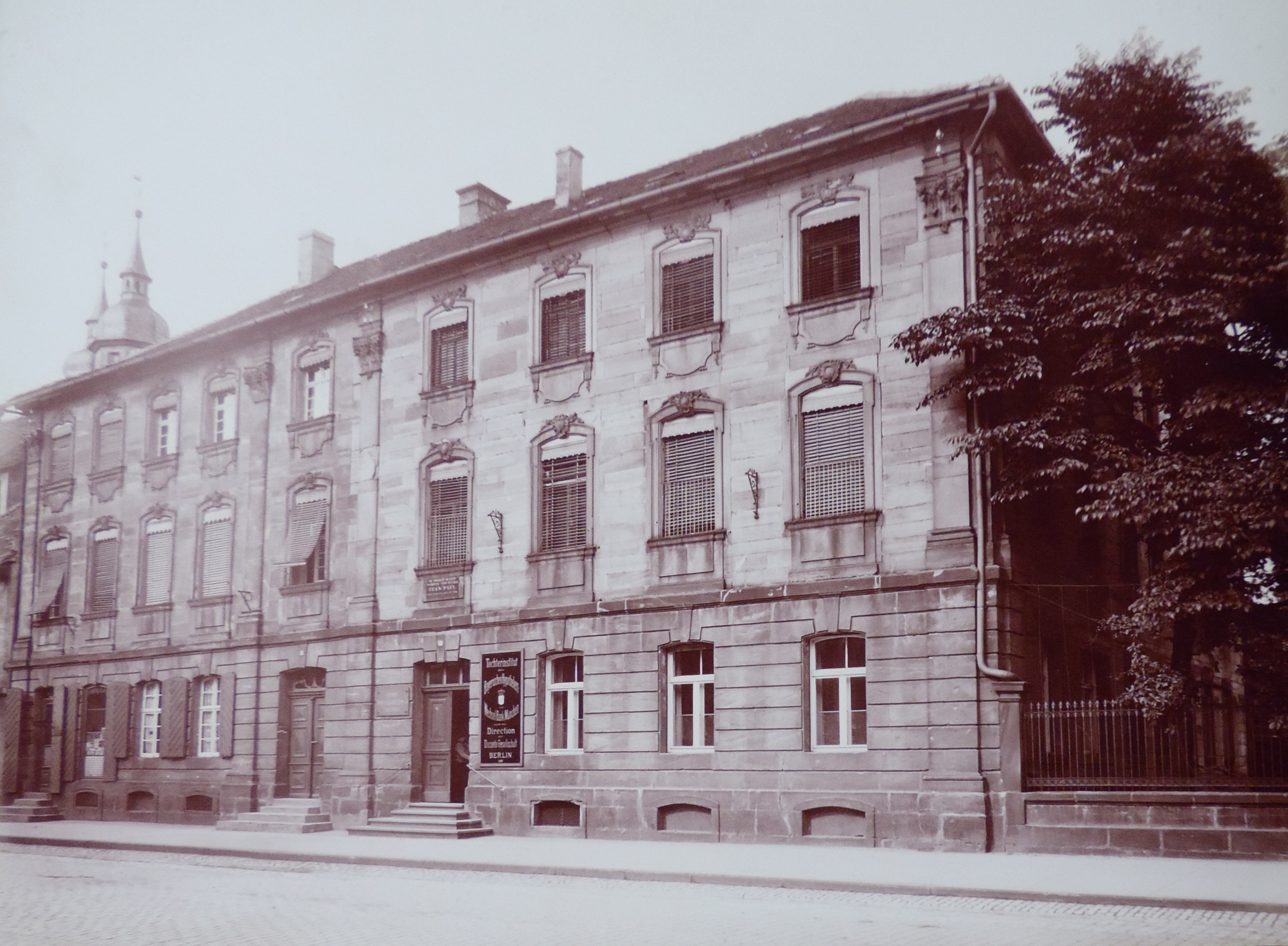
Friedrichstraße 5, Jean Pauls Sterbehaus, um 1910

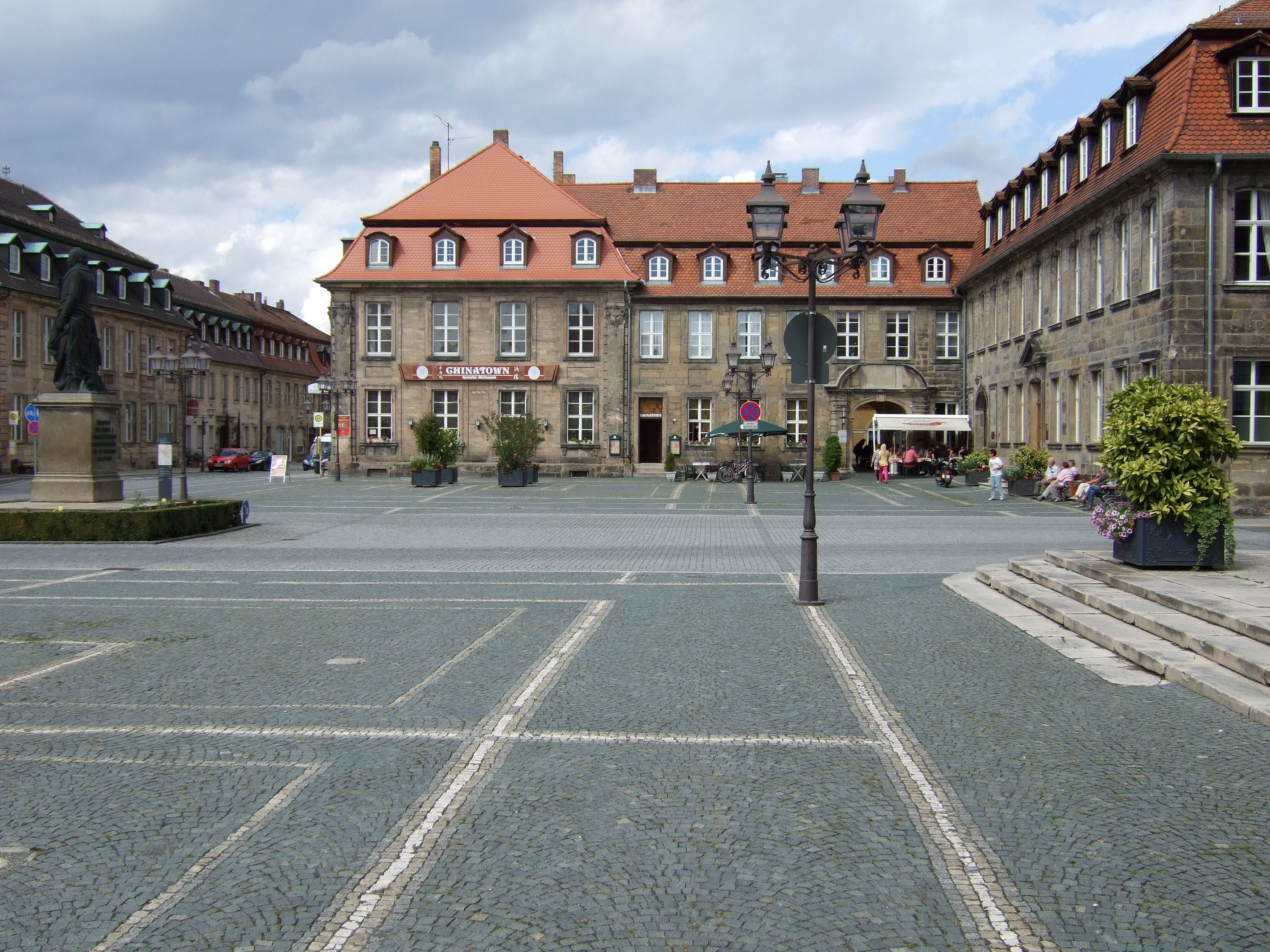
Jean-Paul-Platz mit Friedrichstraße 15 „Postei“ (Mitte) und Friedrichstraße 17 (rechts)

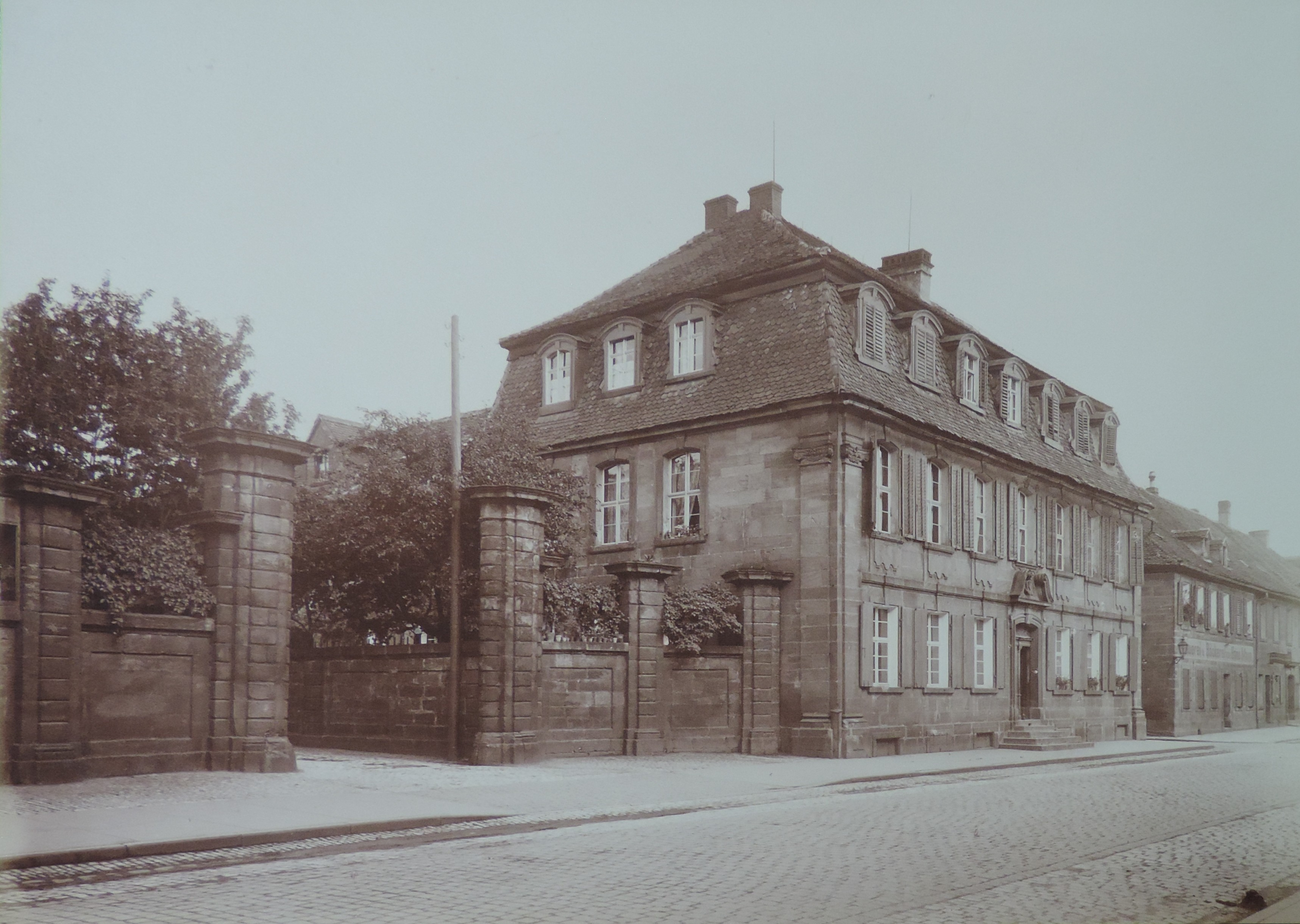
Durchgang zum Geißmarkt und Treskow-Palais Friedrichstraße 21, dahinter „Mann’s Bräu“, um 1910

- Friedrichstraße 1 und 1½: Die eingeschossigen Gebäude waren ursprünglich Wagenremisen und beherbergen heute ein Reisebüro.

- Friedrichstraße 3 und 5: Es handelt sich um ein Doppelhaus, das ab 1753 entstand und sich seit 1817 bzw. 1920 im Besitz der Familie Schwabacher befand. Jean Paul wohnte von November 1813 bis zu seinem Tod im Jahr 1825 im zweiten Stock des Hauses Friedrichstraße 5,[6] im Garten befindet sich dessen berühmte „Dichterlaube“. Geplant ist, das Jean-Paul-Museum vom Chamberlainhaus in das unter Denkmalschutz stehende Gebäude zu verlagern.[7]

- Friedrichstraße 7: Der sogenannte Ellrodtsche Gartenportikus war ursprünglich hinteres Zufahrtstor zum Grundstück des markgräflichen Ministers Ellrodt. Nach mehreren Um- aus Ausbauten entstand daraus ein Wohnhaus. Es war Stammhaus der Firma Sigikid. Nach langem Leerstand wurde es ab 2005 renoviert.

- Friedrichstraße 15 („Postei“): Erbaut im Jahr 1738; 1742 an den Markgrafen verkauft, Sitz der 1742 gegründeten Akademie, die aber schon im Folgejahr aufgrund von Schwierigkeiten im Zusammenleben der Studenten mit der Bevölkerung nach Erlangen verlegt wurde und aus der die Universität Erlangen hervorging. Von 1814 bis 1841 wohnte dort Maria Anna Thekla Mozart, Mozarts „Bäsle“ bei Tochter und Schwiegersohn, der Leiter der dort untergebrachten Posthaltung war. Nach teilweiser Zerstörung im Zweiten Weltkrieg[8] wurde es wieder aufgebaut.

- Friedrichstraße 17: Im Hintergebäude befand sich das erste Oratorium der wenigen Katholiken – zunächst hauptsächlich am Hof angestellte italienische und französische Künstler – in Bayreuth. Es diente als solches von 1749 bis 1813, als die Katholiken nach dem Verkauf des Markgraftums Bayreuth an Bayern[9] eine eigene Kirche erhielten. Erbaut wurde das Oratorium von Joseph Saint-Pierre unter der Auflage, dass das Gebäude nicht als Kirche zu erkennen sein durfte. Aus diesem Grund musste er die bereits fertiggestellten hohen Fenster durch Sandsteinriegel horizontal teilen.[10]

- Jean-Paul-Platz: Dieser Platz teilt die östliche Häuserzeile in zwei Teile; dort endet die Ludwigstraße. Seit 1841 steht dort anstelle des in die Ludwigstraße versetzten Waisenhausbrünnleins das im Auftrag des bayerischen Königs Ludwig I. errichtete, von Ludwig Schwanthaler[11] geschaffene Jean-Paul-Denkmal. In der Zeit des Nationalsozialismus musste es weichen, um einen Aufmarschplatz vor der späteren Ludwig-Siebert-Halle zu schaffen; zur  Jahreswende 1933/34 wurde es in die nordöstliche Ecke des Platzes verbracht. Im Zuge der Renovierung von Friedrichstraße und Jean-Paul-Platz wurde es im Juni 1991 wieder an den ursprünglichen Ort zurückversetzt.[12][13]

- Ludwigstraße 31: Als markgräfliche Reithalle von Joseph Saint-Pierre um 1748 erbaut, wurde die Halle 1761 verlängert und als Theater verwendet. Im Juli 1870 wollte der 1844 gegründete Liederkranz dort das dritte fränkische Bundessängerfest veranstalten, aufgrund des abrupten Kriegsbeginns wurde es jedoch kurzfristig abgesagt.[14] Im Dritten Reich wurde die Halle von den Nationalsozialisten als Versammlungs- und Festhalle ausgebaut und erhielt später nach dem bayerischen NSDAP-Ministerpräsidenten Ludwig Siebert den Namen Ludwig-Siebert-Festhalle. Eingebaut wurden eine Orgelempore und zwei Emporen an den Längsseiten, so dass insgesamt 2000 Personen Platz finden konnten. Außerdem entstanden der sogenannte Balkonsaal und ein Vorbau zum Jean-Paul-Platz hin, der seitdem den Haupteingang bildet. Kurz vor dem Ende des Zweiten Weltkriegs brannte das Gebäude aus, nur die Außenmauern blieben stehen. Ab 1950 diente es als Behelfskino und wurde 1965 zur Bayreuther Stadthalle.

- Friedrichstraße 19: Ursprünglich Haus des Oberstallmeisters, heute Versicherungsgebäude; im Zweiten Weltkrieg teilweise zerstört[15]

- Friedrichstraße 21: Treskow-Palais, erbaut 1752.[16]

- Friedrichstraße 23–27: Drei gleiche, aneinandergebaute Häuser unter einer Dachflucht, in der Nr. 23 die Gaststätte „Mann’s Bräu“.[17]

- Friedrichstraße 29: 1752 von Johann Rudolf Heinrich Richter erbaut und im 19. Jahrhundert im Bereich des Walmdachs einseitig aufgestockt. 1877 gründete dort Georg Amos ein Kolonialwarengeschäft, dessen Ladeneinrichtung sich im Museum Industriekultur in Nürnberg befindet.[18]

## Westliche Straßenseite

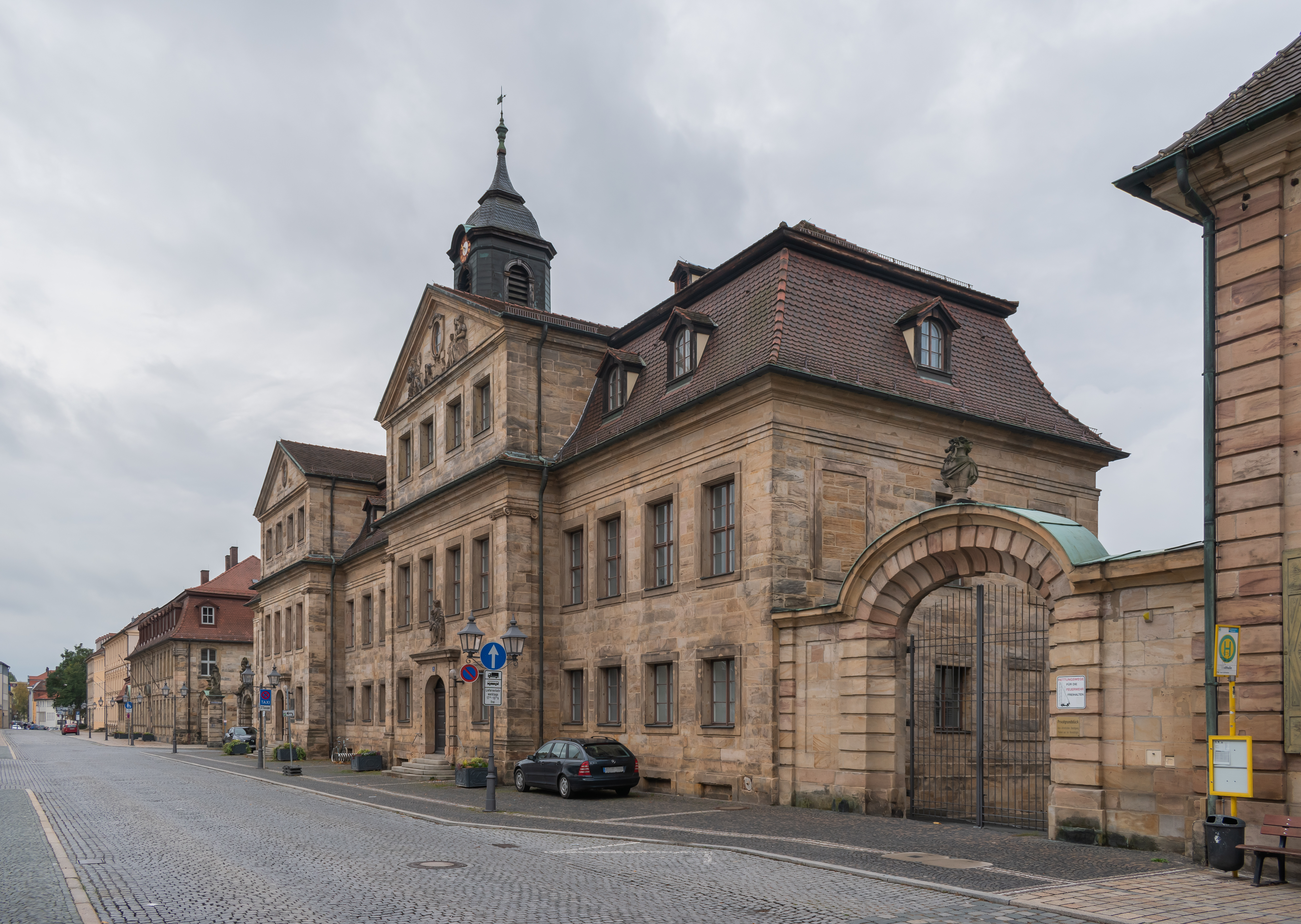
Friedrichstraße 14: Ehemaliges Waisenhaus am Jean-Paul-Platz

- Friedrichstraße 2: Liebhardtsches Palais, heute Steingraeber-Haus, Sitz der Pianofabrik Steingraeber

- Friedrichstraße 8: Wohnhaus von Emanuel Osmund[19]

- Friedrichstraße 10: Von November 1808 bis September 1811 Wohnhaus Jean Pauls[6][19]

- Friedrichstraße 14: Das Gebäude wurde 1732 bis 1734 nach Plänen von Johann David Räntz d. Ä. unter dem Markgrafen Georg Friedrich Karl als Waisenhaus errichtet. 1768 wurde auf das lange Mansarddach ein Dachreiter aufgesetzt, 1804 das örtliche Gymnasium von der ehemaligen Lateinschule am Kirchplatz (heute Sitz des Historischen Museums) in das Haus verlegt. Da es in den 1960er Jahren nicht mehr genug Platz für alle Schüler bot, zog die seit 1952 Gymnasium Christian-Ernestinum genannte Schule 1966 in einen Neubau an der Albrecht-Dürer-Straße um. Das Gebäude Friedrichstraße 14 wurde 1970 völlig entkernt und 1973 zunächst Sitz des Staatlichen Gesundheitsamts. Aktuell dient es als Verwaltungsgebäude der Polizei.[20][21] Nach dem Abriss der Turnhalle wurden auf dem einstigen rückwärtigen Schulgelände an der Wilhelminenstraße in den Jahren 1971 bis 1974 Gebäude für das Finanzbauamt und das Vermessungsamt errichtet.[22]

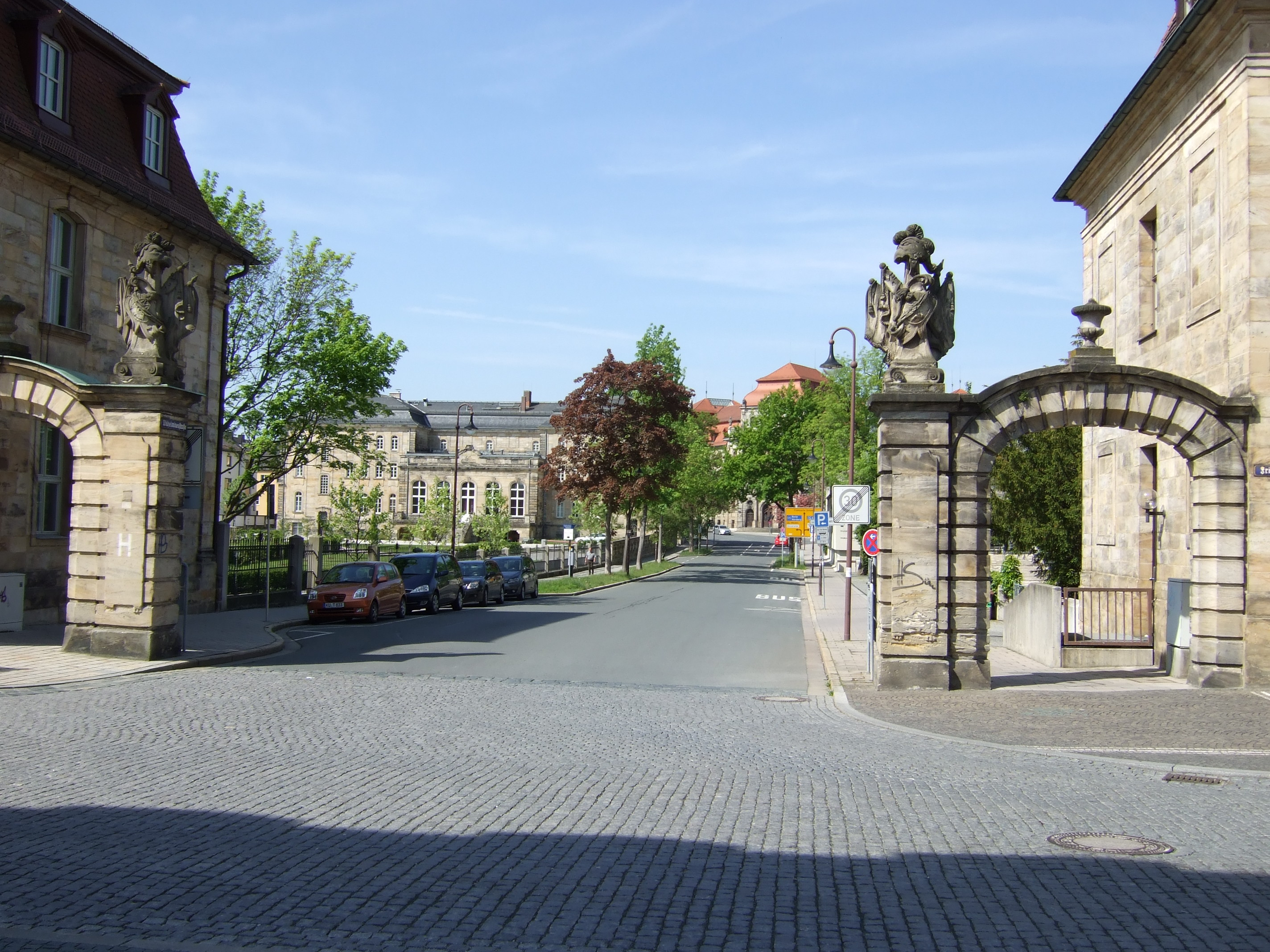
Durchbruch der Wilhelminenstraße – links das Meyern’sche Palais, rechts das ehemalige Waisenhaus

- Friedrichstraße 16: Das Meyern’sche Palais wurde 1750 nach Plänen von Joseph Saint-Pierre für Johann Gottlob von Meyern erbaut. Neben dem zweistöckigen Haupthaus wurden – ebenfalls mit Mansarddächern – beiderseits einstöckige Nebengebäude mit je drei Fensterachsen errichtet und über korbbogige Sandsteinbögen mit jenem verbunden. Für den Bau der Wilhelminenstraße wurde 1901 das stadteinwärtige Nebengebäude abgerissen und damit die Symmetrie des Ensembles zerstört. Der Bogen zum Haupthaus blieb erhalten und ziert mit einem weiteren, am ehemaligen Waisenhaus errichteten Bogen, und Pfeilern des letzten Stadttors bei Moritzhöfen den Eingang der Wilhelminenstraße.[4]

Nach dem Brand des Alten Schlosses wurde das Anwesen 1753 vom Markgrafen Friedrich III. erworben und diente diesem und seiner Ehefrau Wilhelmine bis zur Fertigstellung des Neuen Schlosses als Residenz. Danach wurde es Sitz der nur von 1756 bis 1763 bestehenden Akademie der freien Künste und Wissenschaften, ab dem 19. Jahrhundert wurde es u. a. als Armee-Casino militärisch genutzt. Das erhaltene stadtauswärtige Nebengebäude war zeitweise Stallung für Offizierspferde des in Bayreuth stationierten 6. bayerischen Chevauleger-Regiments.
Im Jahr 1949 wurde das Gebäude Sitz des Verwaltungsgerichts, beherbergte zunächst aber auch noch Wohnungen und eine Geschäftsstelle der FDP. Nach einer Renovierung ist es heute das Nebengebäude II des Amtsgerichts.
- Friedrichstraße 18: Ursprünglich herrschaftliches Mulzhaus,[24] ab 1761 unter Bauleitung des Carl von Gontard zu einem repräsentativen Herrenhaus umgebaut. Ab 1842 bis ca. 1975 Schule, zuletzt Städtische Wirtschaftsschule und vorübergehend Stadtbücherei. 1982/83 entkernt; unter Erhaltung der Außenfassade zum Amtsgerichtsgebäude II umgebaut.

- Friedrichstraße 20: Dieses Haus bildet den Abschluss der Bebauung aus markgräflicher Zeit. Architekt war Hofbaumeister Mader. Es dient Wohnzwecken.

- Friedrichstraße 22: Dort befand sich das Friedrichstor, das 1752 an seiner ersten Stelle am Fronhof abgebrochen und an diese Stelle versetzt worden war.[25] Das zugehörige Pflasterzollhaus wurde 1891 abgerissen.[26]

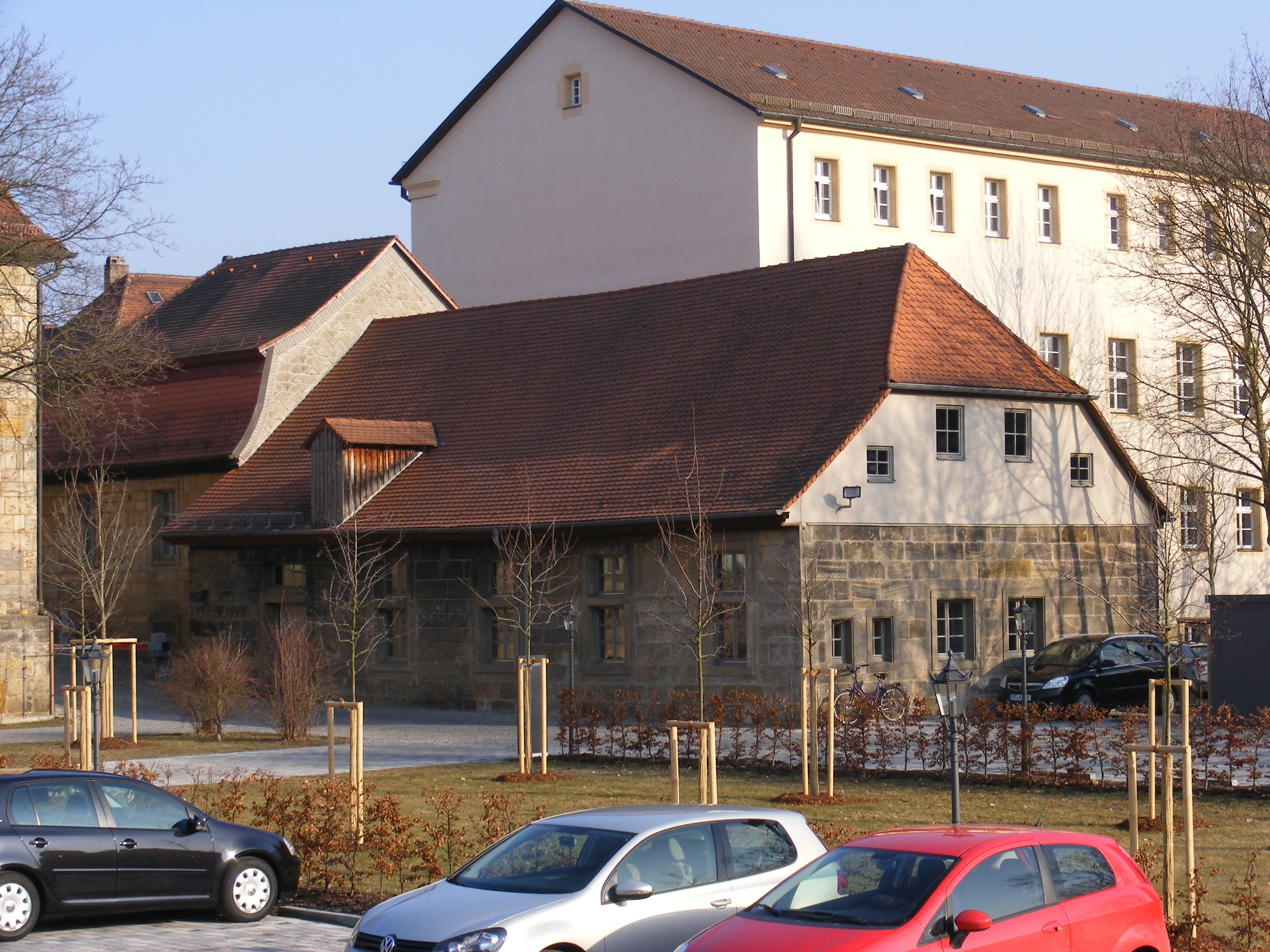
Nebengebäude des Meyern’schen Palais (Hofseite)
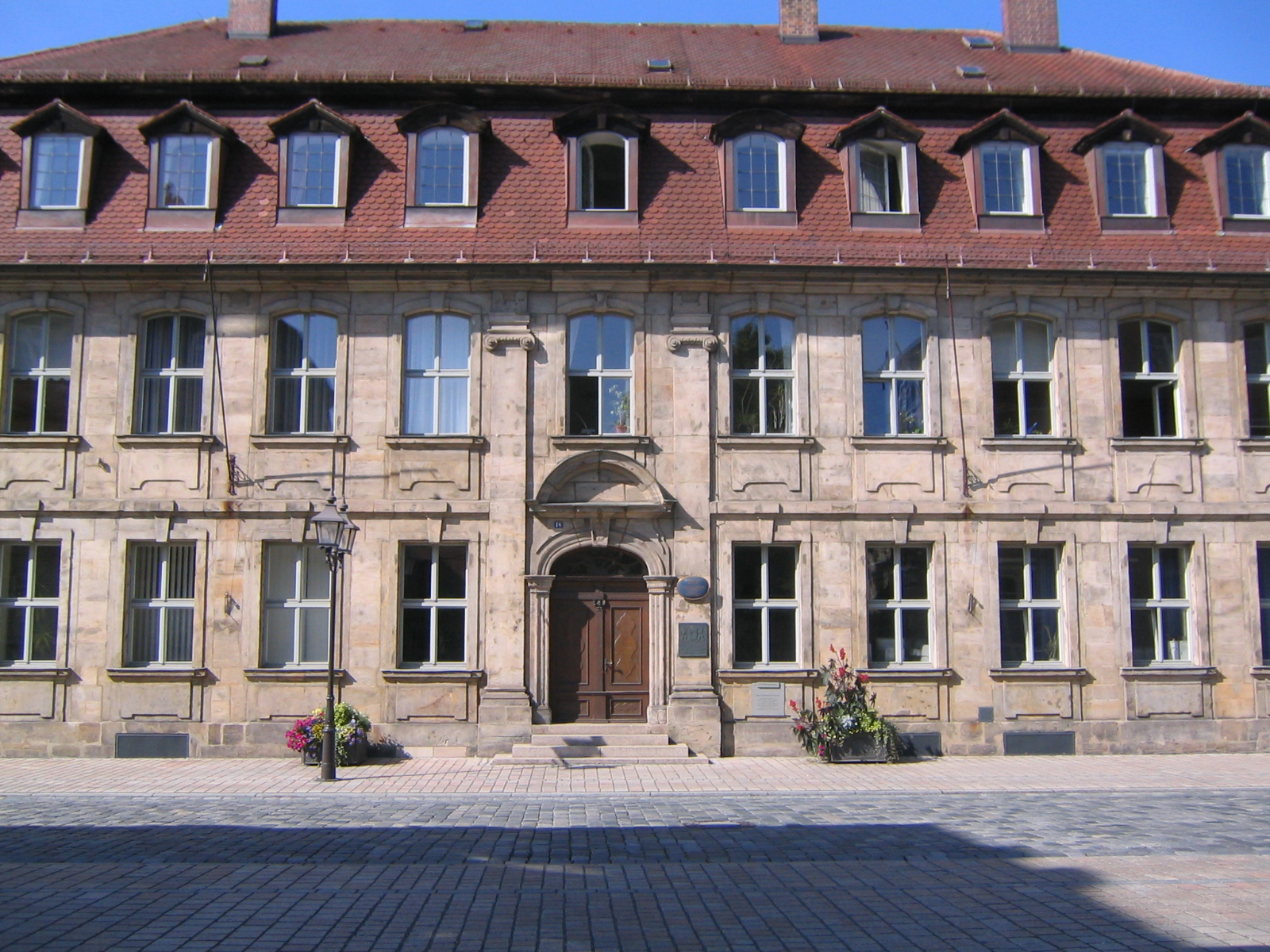
Hauptfassade des von-Meyernschen-Palais, seit 1949 Verwaltungsgericht
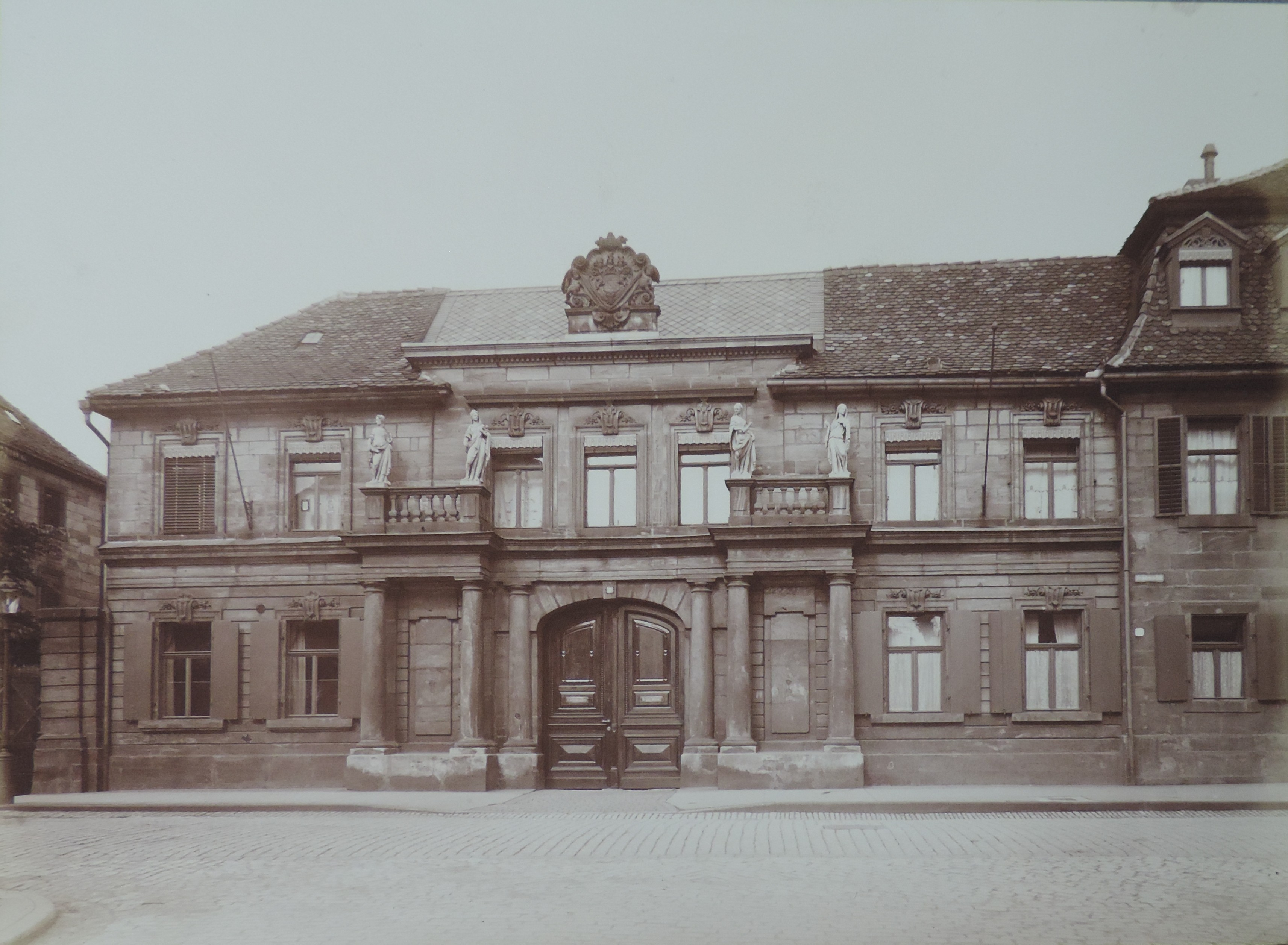
Ellrodtscher Gartenportikus (um 1910)
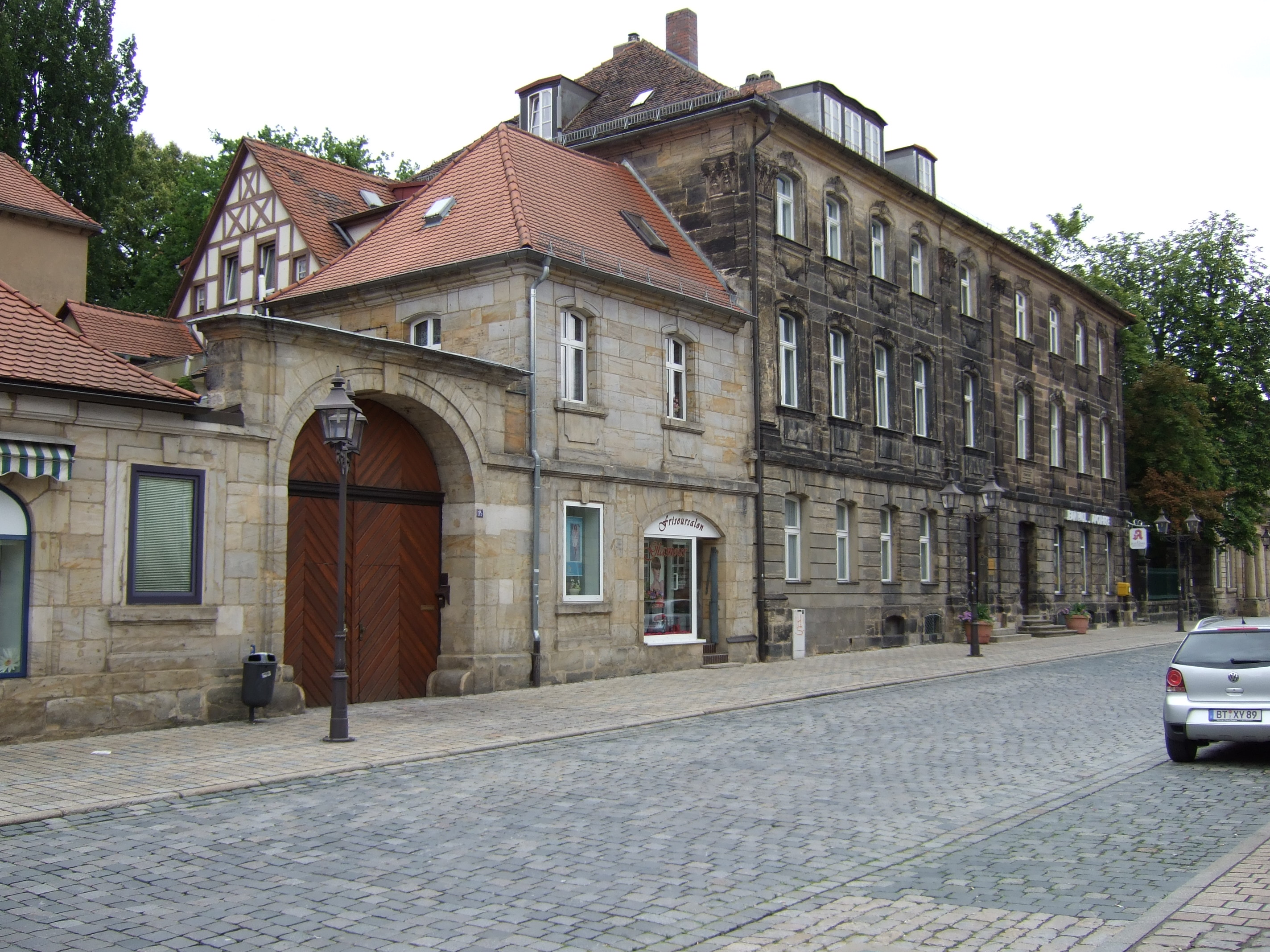
Ehemalige Wagenremise (Friedrichstraße 1½) und Friedrichstraße 3 und 5 (Jean-Paul-Haus)
Pflasterzollhaus um 1880